# Кубок Фарерских островов по футболу 2016
Кубок Фарерских островов по футболу 2016  (фар. Løgmanssteypið 2016) — 62-й розыгрыш Кубка Фарерских островов по футболу. Победитель Кубка получает право участия в первом квалификационном раунде Лиге Европы УЕФА 2017/18. 
Турнир проводился с 24 марта 2023 года, а завершился финалом, который состоялся 27 августа 2023 года. Кубок выиграла команда «Ки Клаксвик» обыграв в финале действующего победителя команду «Вуйчингур».

## Календарь
| Раунд                 | Дата                 |
| --------------------- | -------------------- |
| Предварительный раунд | 24—26 марта 2016     |
| Первый раунд          | 23—24 апреля 2016    |
| 1/4 финала            | 8 мая 2016           |
| Полуфиналы            | 15—16/25—26 мая 2016 |
| Финал                 | 27 августа 2016      |

## Предварительный раунд
В предварительном раунде участвуют клубы из низших лих Фарерского футбола
В скобках указан уровень лиги в которой выступает команда
| Команда 1   | Результат | Команда 2  |
| ----------- | --------- | ---------- |
| МБ (3)      | 0:2       | Ундрид (4) |
| Судурой (2) | 4:2       | Ройн (3)   |

## Первый раунд
В первом раунде участвуют 2 победителя предварительного раунда, 4 клуба из Первого дивизиона, а также 10 представителей Премьер Лиги
| Команда 1       | Результат | Команда 2     |
| --------------- | --------- | ------------- |
| Ундрид (4)      | 0:6       | Скала (1)     |
| АБ (1)          | 1:2       | Б-36 (1)      |
| ИФ (1)          | 0:4       | КИ (1)        |
| ЭБ/Стреймур (2) | 2:1       | 07 Вестур (2) |
| Гиза/Хойвик (1) | 2:0       | Б-68 (1)      |
| ХБ (1)          | 9:1       | Б-71 (2)      |
| ТБ (1)          | 1:2       | НСИ (1)       |
| Судурой (2)     | 2:3       | Вуйчингур (1) |

## 1/4 финала
| Команда 1       | Результат | Команда 2       |
| --------------- | --------- | --------------- |
| КИ (1)          | 2:1       | Б-36 (1)        |
| ЭБ/Стреймур (2) | 0:2       | НСИ (1)         |
| Скала (1)       | 2:1       | Гиза/Хойвик (1) |
| ХБ (1)          | 3:4       | Вуйчингур (1)   |

## Полуфиналы
| Команда 1 | Итог | Команда 2 | 1-й матч | 2-й матч |
| --------- | ---- | --------- | -------- | -------- |
| КИ        | 4:1  | НСИ       | 4:1      | 0:0      |
| Скала     | 1:2  | Вуйчингур | 0:1      | 1:1      |

## Финал
| КИ Клаксвик                                                 | 1:1 (доп. вр.) | Вуйчингур                                     |
| ----------------------------------------------------------- | -------------- | --------------------------------------------- |
| Грегерсен 14′ (авт.)                                        | Отчет          | А. Ольсен 31′                                 |
| Пенальти                                                    |                |                                               |
| Бьярталид · Андреасен · Клеттскард · Даниельсен · С. Ольсен | 5:3            | Грегерсен · Ярнскор · Э. Якобсен · Х. Якобсен |